# Suitbert Bäumer

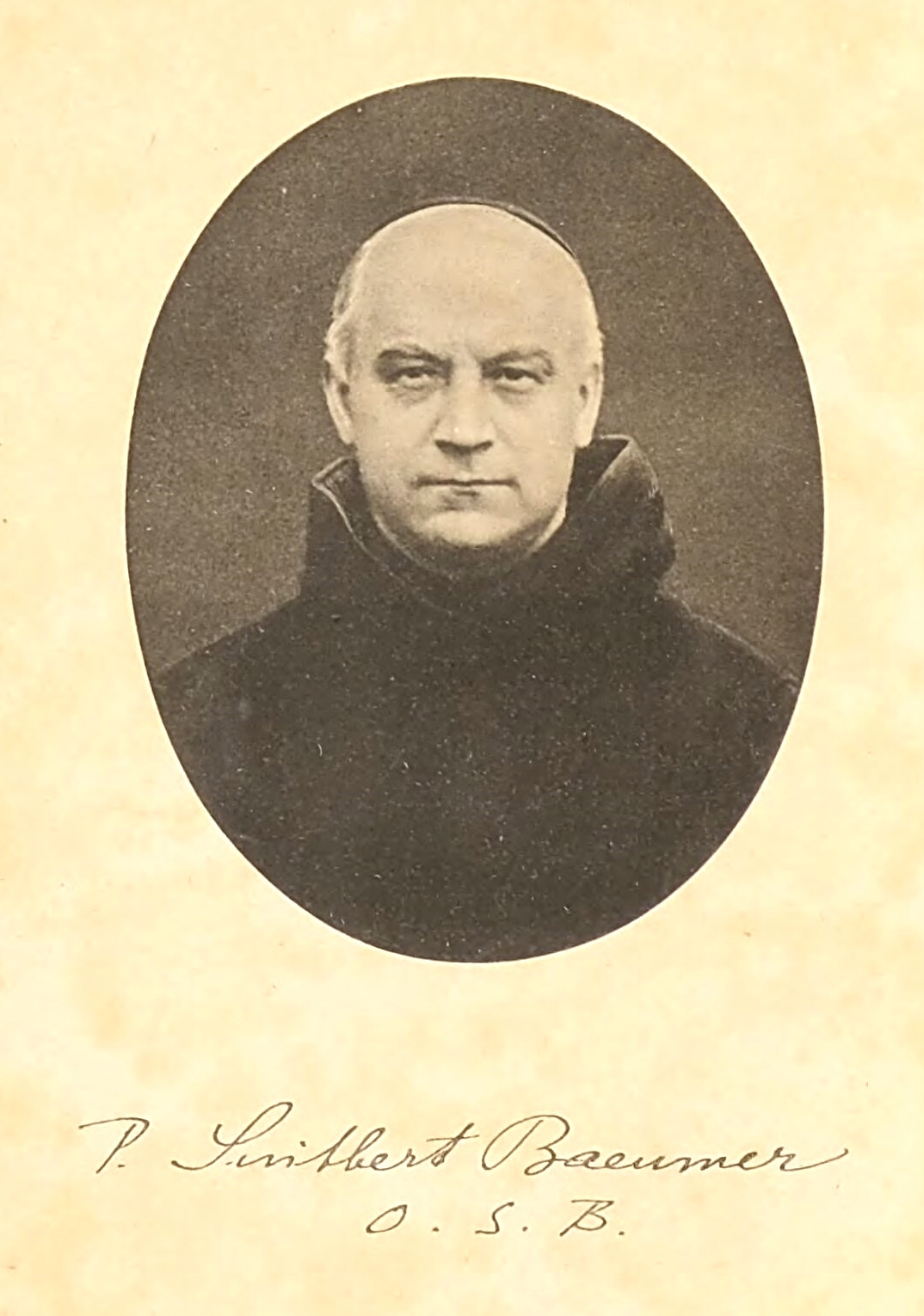
Suitbert Bäumer

Suitbert Bäumer OSB (* 28. März 1845 auf Haus Leuchtenberg bei Kaiserswerth als Johann Adolf Bäumer; † 12. August 1894 in Freiburg im Breisgau) war ein deutscher Benediktiner und Liturgiker.

## Leben
Bäumer absolvierte das Gymnasium in Düsseldorf, studierte in Bonn und Tübingen, zuerst Rechtswissenschaften, dann katholische Theologie. In Tübingen wurde er 1864 Mitglied der katholischen Studentenverbindung AV Guestfalia. Danach erfolgte sein Eintritt in das neu gegründete Benediktinerkloster St. Martin in Beuron im Donautal, das damals erst sechs Mitglieder zählte. Er wurde dort am 5. Januar 1865 als Novize eingekleidet und erhielt den Ordensnamen 'Suitbert'. Am 5. Oktober 1866 legte er die Ordensgelübde ab und empfing am 3. Juni 1869 die Priesterweihe. Er war im Kloster als Bibliothekar und Lektor für Kirchenrecht und Exegese tätig.
Infolge des Kulturkampfs des Jahres 1875 wurden die Beuroner Mönche zur Auswanderung genötigt und übersiedelten u. a. in das neu gegründete Kloster Maredsous in Belgien. Hier – wie zwischenzeitlich auch im Kloster Erdington bei Birmingham – wirkte Bäumer lange als Subprior. Er gab sich mit großem Eifer liturgiewissenschaftlichen und patristischen Studien hin und leitete die dortige liturgische Druckerei der Brüder Desclée in Tournai.
In den Jahren 1886 bis 1894 arbeitete er zunächst die Geschichte des Breviers auf, wobei er sich auf umfassende Materialsammlungen stützen konnte, die er in deutschen und ausländischen Bibliotheken und ihren handschriftlichen Beständen angelegt hatte. Unter seiner Mitwirkung erschienen verschiedenen Zeitschriften sowie Ausgaben des Römischen Breviers (1882), des Benediktiner-Breviers (Breviarium monasticum, 1884), des Missale und des Rituale und einer neuen Vulgata (1885).
Im Jahre 1890 kehrte er in der Stellung eines Subpriors nach Beuron zurück, wo er aber durch fortgesetzte Überanstrengung im Frühjahr 1894 schwer an einem ererbten Herzleiden erkrankte. Zur Genesung wurde er zu den Barmherzigen Schwestern nach Heitersheim bei Freiburg gebracht; dort starb er am 12. August 1894. Beigesetzt wurde er in der Klostergruft Beuron.

## Werke (Auswahl)
Monographien
- Johannes Mabillon. Ein Lebens- und Literaturbild aus dem XVII. und XVIII. Jahrhundert. Augsburg 1892.
- Das Apostolische Glaubensbekenntnis. Seine Geschichte und sein Inhalt. Mainz 1893.
- Geschichte des Breviers. Versuch einer quellenmäßigen Darstellung der Entwicklung des altkirchlichen und des römischen Officiums bis auf unsere Tage. Freiburg im Breisgau 1895 (online).
  - Histoire du bréviaire, übersetzt von R. Biron, Paris 1905 (online).

Aufsätze
- Die Benedictiner-Martyrer in England unter Heinrich VIII. In: Studien und Mitteilungen zur Geschichte des Benediktinerordens und seiner Zweige. 1887, S. 502–531; 1888, S. 22–38, 213–234.
- Der Klostersturm in England unter Heinrich VIII. In: Zeitschrift für katholische Theologie. 1889, S. 461–505.
- Bedeutung der Klosterreform von Cluny. In: Historisch-politische Blätter. Bd. 103, 1889, S. 489–508.
- Die Cluniacenser im 10., 11. und 12. Jahrhundert. In: Historisch-politische Blätter, Bd. 103, 1889, S. 337–352; 420–442.
- Das Fest der Geburt des Herrn in der altchristlichen Liturgie. Epiphanie oder Weihnachten? In: Der Katholik, Dritte Folge, Bd. 1, 1890, S. 1–25 (online).
- Blick auf die Geschichte der Liturgie und deren Literatur im 19. Jahrhundert. In: Historisches Jahrbuch, 1890, S. 44–76.
- Das Stowe-Missale aufs neue untersucht. In: Zeitschrift für katholische Theologie. 1892, S. 446–490.
- Ueber das sogenannte Sacramentarium Gelasianum. In: Historisches Jahrbuch. 1893, S. 241–301.
- Der Micrologus ein Werk Bernold’s von Konstanz. In: Neues Archiv der Gesellschaft für ältere deutsche Geschichtskunde. 1893, S. 429–446.